# Drosophila silvarentis
Drosophila silvarentis är en tvåvingeart som beskrevs av Elmo Hardy och Kaneshiro 1968. Drosophila silvarentis ingår i släktet Drosophila och familjen daggflugor.
Artens utbredningsområde är Hawaii.